# Донья-Воча
Донья-Воча (хорв. Donja Voća) — община с центром в одноимённом посёлке на севере Хорватии, в Вараждинской жупании. Население 1148 человек в самом посёлке и 2844 человек во всей общине (2001). Подавляющее большинство населения — хорваты (98,7 %). В состав общины кроме Доньи-Вочи входят ещё 7 деревень. К северу от посёлка и дороги располагаются обширные сельскохозяйственные угодья равнинной Подравины, к югу — холмы, поросшие лесом.
Посёлок находится в 7 км к северу от Иванеца в холмистой местности.